# Attentato di Netzarim
L'attentato di Netzarim fu un attentato suicida avvenuto l'11 novembre 1994 ad un posto di blocco dell'esercito israeliano situato nella Striscia di Gaza. Nell'attacco, tre soldati israeliani furono uccisi e sei soldati israeliani e sei arabi palestinesi rimasero feriti.
La Jihad islamica palestinese rivendicò l'attacco.

## L'attacco
L'11 novembre 1994 un ciclista arabo palestinese fece esplodere degli esplosivi legati al suo corpo mentre guidava la bicicletta verso un posto di blocco dell'esercito israeliano. A parte l'attentatore suicida, l'esplosione uccise tre soldati israeliani, tutti ufficiali in servizio di riserva, e ferì altre dodici persone: sei militari israeliani e sei arabi palestinesi, inclusi i membri di una famiglia che stava passando in macchina.
L'attacco avvenne vicino all'allora insediamento israeliano di Netzarim, all'incrocio principale dell'autostrada nord-sud della Striscia di Gaza.

### Vittime
Morirono nell'attacco:
- Il capitano Yehazkel Sapir, 36 anni, di Kfar Saba;[3]
- Tenente Yotam Rahat, 31 anni, di Tel Aviv;[3]
- Il capitano Elad Dror, 24 anni, del Kibbutz Nahshon.[3]

### L'autore
Un volantino che fu successivamente distribuito dalla Jihad islamica identificò l'attentatore come Hisham Ismail Hamad, 21 anni, del quartiere Sheik Radwan di Gaza.

## Conseguenze
Il presidente dell'Organizzazione per la liberazione della Palestina Yasser Arafat condannò l'attacco, attraverso un aiutante. Dopo l'attacco, la polizia palestinese fece irruzione in decine di case e una moschea e arrestò più di 100 militanti islamici in una repressione ordinata a seguito dell'uccisione dei tre soldati israeliani.
Mentre apparentemente iniziarono una politica più dura contro i militanti musulmani, i leader dell'autorità palestinese di autogoverno denunciò Netzarim e gli altri insediamenti nella Striscia di Gaza. "Netzarim è stato un punto dolente", disse Nabil Shaath, capo negoziatore dell'Autorità Palestinese. Un altro funzionario, Yasser Abed Rabbo, dichiarò: "Gli insediamenti rappresentano una bomba a orologeria e pensiamo che per superare molte difficoltà a livello di sicurezza, questo problema debba essere risolto e al più presto".